# Artur Wolfgang von Sacher-Masoch
Artur Wolfgang Ritter von Sacher-Masoch (Pseudonym: Michael Zorn; * 17. Dezember 1875 in Graz, Österreich-Ungarn; † 12. Februar 1953 in Wien) war ein österreichischer Schriftsteller. Mit dem Adelsaufhebungsgesetz verlor er 1919 seine adligen Namensbestandteile.

## Leben
Artur Wolfgang von Sacher-Masoch war ein Neffe von Leopold von Sacher-Masoch. Er war der Vater von Alexander Sacher-Masoch und der Balletttänzerin Eva von Sacher-Masoch, der Mutter von Marianne Faithfull. Er war Berufsoffizier in der k.u.k. Armee und ab 1928 als freier Schriftsteller tätig.

## Werke
- Sturm auf den Ring, 1933
- Kameraden herzlich und rauh, 1934
- Zwischen Strom und Steppe, 1936
- Magyaren, 1937
- Flucht in den Frühling, 1938
- Schicksal um den Immhof, 1940
- Lawinenstein, 1943
- Eisen immerdar, 1942
- Die Botschaft des Kublai Chan, 1956